# Station La Meyze
Station La Meyze is een spoorweghalte in de Franse gemeente La Meyze.